# Hylaeus graenicheri
Hylaeus graenicheri is een vliesvleugelig insect uit de familie Colletidae. De wetenschappelijke naam van de soort is voor het eerst geldig gepubliceerd in 1951 door Mitchell.